# Рассказов, Николай Олегович
Никола́й Оле́гович Расска́зов (род. 4 января 1998, Ефремов, Тульская область) — российский футболист, защитник «Крыльев Советов».

## Клубная карьера
Начинал заниматься футболом в местной команде «Меч». Затем перебрался в «Химик» из Новомосковска, а оттуда в тульский «Арсенал», вместе с которым в 2010 году выиграл детский турнир среди клубов Черноземья. Рассказова пригласили на просмотр несколько команд: в «Краснодар» он не поехал, московскому «Динамо» он не подошёл; в итоге, его взяли в московский «Спартак». Первоначально играл на позиции крайнего полузащитника, затем переквалифицировался в правого защитника. Был капитаном команды «Спартака» 1998 г. р., в составе которой стал чемпионом России.
С 2015 года начал выступать за молодёжный состав «Спартака», в составе которого дебютировал 7 ноября в матче против «Терека» (0:1). В 2015—2017 годах сыграл за «молодёжку» 45 игр и забил 5 голов, став в сезоне 2016/17 победителем молодёжного первенства. Также, в сезонах 2015/16 и 2017/18 провёл 8 матчей за «Спартак» U-19 в Юношеской лиге УЕФА.
Зимой 2017 года был переведён в «Спартак-2» и принимал участие в Кубке ФНЛ 2017. 23 марта 2017 года дебютировал за «Спартак-2» в первенстве ФНЛ в домашнем матче против «Балтики» (1:2). 27 августа 2017 года забил первый гол в ФНЛ, отличившись в матче против «Кубани» (3:2).
Зимние и летние сборы 2018 года проходил вместе с первой командой «Спартака» и принимал участие в товарищеских играх. В феврале 2018 года попал в заявку «Спартака» на матч 1/16 финала Лиги Европы против «Атлетик Бильбао». 8 августа 2018 года дебютировал за основной состав «Спартака» в матче 3-го квалификационного раунда Лиги чемпионов против «ПАОК» (2:3), а 11 августа — в чемпионате России в матче 3 тура против «Анжи» (1:0). 21 апреля 2019 года в матче 24-го тура чемпионата России против красноярского «Енисея» (2:0) забил свой первый гол за «Спартак». 20 июня 2020 года в гостевом матче 23-го тура чемпионата России 2019/20 против тульского «Арсенала» (3:2) на 66-й минуте с передачи Айртона забил мяч.
1 октября 2020 года перешёл на правах аренды в тульский «Арсенал», арендное соглашение рассчитано до конца сезона 2020/21. Дебютировал за «Арсенал» 18 октября 2020 года в домашнем матче 11-го тура против «Урала» (1:0), вышел в стартовом составе и провёл на поле весь матч. Всего в сезоне 2020/21 провёл 17 матчей во всех турнирах, после окончания арендного соглашения вернулся в «Спартак». 8 июня 2022 года продлил контракт со «Спартаком» до 31 мая 2023 года. С 2018 по 2022 год Рассказов провёл за команду 86 матчей и забил три мяча, в сезоне 2021/22 стал обладателем Кубка России.
27 января 2023 года перешёл в самарские «Крылья Советов», заключив контракт на 3,5 года. 23 февраля 2023 года дебютировал в кубковом матче против московского «Динамо» (2:1), в котором отдал голевой пас.

## Карьера в сборной
С 2015 года вызывался в юношескую сборную России (до 17 лет), но в заявку на чемпионат Европы 2015 не попал. Также вызывался в юношеские сборные России до 18 и до 19 лет.
С 2017 года по 2020 год регулярно вызывался в молодёжную сборную России, в составе которой дебютировал 27 мая в товарищеской игре против сборной Узбекистана (4:3). 14 ноября 2017 года забил первый гол за «молодёжку» в товарищеской встрече против сборной Италии (2:3).

## Личная жизнь
Женат. 20 ноября 2019 года у пары родилась дочь Ника. 9 ноября 2021 года родилась вторая дочь Мия.

## Достижения
«Спартак» (Москва)
- Обладатель Кубка России: 2021/22
- Победитель молодёжного первенства России: 2016/17
- Финалист Суперкубка России: 2022

## Статистика
| Выступление      | Выступление      | Выступление      | Лига | Лига | Кубки | Кубки | Еврокубки | Еврокубки | Итого | Итого |
| Клуб             | Лига             | Сезон            | Игры | Голы | Игры  | Голы  | Игры      | Голы      | Игры  | Голы  |
| ---------------- | ---------------- | ---------------- | ---- | ---- | ----- | ----- | --------- | --------- | ----- | ----- |
| Спартак (Москва) | Премьер-лига     | 2018/19          | 16   | 1    | 3     | 0     | 6         | 0         | 25    | 1     |
| Спартак (Москва) | Премьер-лига     | 2019/20          | 20   | 1    | 4     | 0     | 1         | 0         | 25    | 1     |
| Спартак (Москва) | Премьер-лига     | 2021/22          | 18   | 0    | 2     | 0     | 5         | 0         | 25    | 0     |
| Спартак (Москва) | Премьер-лига     | 2022/23          | 4    | 0    | 7     | 1     | —         | —         | 11    | 1     |
| Спартак (Москва) | Итого            | Итого            | 58   | 2    | 16    | 1     | 12        | 0         | 86    | 3     |
| → Спартак-2      | ФНЛ              | 2016/17          | 2    | 0    | —     | —     | —         | —         | 2     | 0     |
| → Спартак-2      | ФНЛ              | 2017/18          | 16   | 1    | —     | —     | —         | —         | 16    | 1     |
| → Спартак-2      | ФНЛ              | 2018/19          | 2    | 0    | —     | —     | —         | —         | 2     | 0     |
| → Спартак-2      | ФНЛ              | 2020/21          | 1    | 0    | —     | —     | —         | —         | 1     | 0     |
| → Спартак-2      | Итого            | Итого            | 21   | 1    | —     | —     | —         | —         | 21    | 1     |
| → Арсенал (Тула) | Премьер-лига     | 2020/21          | 16   | 0    | 1     | 0     | —         | —         | 17    | 0     |
| → Арсенал (Тула) | Итого            | Итого            | 16   | 0    | 1     | 0     | —         | —         | 17    | 0     |
| Крылья Советов   | Премьер-лига     | 2022/23          | 12   | 1    | 5     | 0     | —         | —         | 17    | 1     |
| Крылья Советов   | Премьер-лига     | 2023/24          | 15   | 2    | 5     | 0     | —         | —         | 20    | 2     |
| Крылья Советов   | Итого            | Итого            | 27   | 3    | 10    | 0     | —         | —         | 37    | 3     |
| Всего за карьеру | Всего за карьеру | Всего за карьеру | 122  | 6    | 27    | 1     | 12        | 0         | 161   | 7     |